# Miropotes petiolaris
Miropotes petiolaris är en stekelart som först beskrevs av Szepligeti 1905.  Miropotes petiolaris ingår i släktet Miropotes och familjen bracksteklar. Inga underarter finns listade i Catalogue of Life.